# La Unión (Murcia)
La Unión egy község Spanyolországban, Murciában. La Unión Cartagena községgel határos. Lakosainak száma 21 153 fő (2024).

## Népesség
A település népessége az elmúlt években az alábbi módon változott:
| Lakosok száma | 14 793 | 15 287 | 16 471 | 17 737 | 19 009 | 19 452 | 19 764 | 20 225 | 20 656 | 21 153 |
|               | 2001   | 2004   | 2007   | 2009   | 2012   | 2014   | 2017   | 2019   | 2022   | 2024   |